# کونگ‌فوکار زبل
کونگ‌فوکار زبل (به چینی: 招半式闖江湖) یک فیلم کمدی، رزمی و اکشن هنگ کنگی محصول سال ۱۹۷۸ به کارگردانی چن چی هوا و نویسندگی جکی چان است که در نقش اصلی نیز بازی کرده است. این فیلم در ۱ ژوئیه ۱۹۷۸ در هنگ کنگ اکران شد. جکی چان در نقش یک دانش آموز کونگ فوی سرگردان بازی می‌کند این فیلم یکی از اولین تلاش‌های جکی چان در سبک کمدی آکروباتیک کونگ فو بود که تا مدتی درگیر این سری فیلم‌ها می‌شود. که به امضای سبک کار او تبدیل شد.

## بازیگران
- جکی چان
- دین شک
- جیمز تین
- دوریس لونگ [۳]
- وو ما
- کام کنگ
- کیم جونگ
- ما جو-لانگ
- میائو تیان
- لو چائو-سیونگ
- جولی لی
- کی کونگ
- چیانگ چی پینگ
- چویی یون
- میو تاک سان
- هو کنگ
- یو بونگ
- لی مین-لانگ
- وونگ ییو
- لام کونگ بال
- وو هون چانگ
- یونگ لیت
- چی تی
- چان کام چو
- مرد لی پنگ
- لام مان چنگ
- پنگ کنگ